# Aldo Clementi
Aldo Clementi (Catania, 25 mei 1925 – 3 maart 2011) was een Italiaans componist.

## Biografie
Clementi studeerde piano. In 1946 rondde hij deze studie af. In 1941 begon hij met het studeren voor componist. Enkele van zijn leraren waren Alfredo Sangiorgi en Goffredo Petrassi. In 1954 kreeg hij zijn diploma, waarna hij van 1955 tot 1962 deelnam aan de Darmstädter Ferienkurse, een internationale zomerschool voor nieuwe muziek. Hij werkte een tijdje in de elektronische muziekstudio van radiozender RAI in Milaan.
Poesia de Rilke (1946) was zijn eerste werk. Deze compositie werd voor het eerst opgevoerd in Wenen in 1947. In 1954 volgde Cantata. Deze werd twee jaar later uitgezonden op Norddeutscher Rundfunk (Hamburg). In 1959 won Clementi de tweede prijs van de ISCM-competitie met zijn werk Episodi (1958). In 1963 won hij de eerste prijs met Sette scene da "Collage" (1961).
Van 1971 tot 1992 doceerde Clementi muziektheorie aan de Universiteit van Bologna. In 2009 was zijn muziek te horen op het muziekfestival Ultima. 

## Composities
- Episodi (1958)
- Ideogrammi n. 1 (1959) voor 16 instrumenten
- Triplum (1960) voor fluit, hobo en klarinet
- Collage (1961) - toneelwerk
- Informel 2 (1962) voor 15 artiesten
- Collage 2 (1962) voor elektronische muziek
- Informel 3 (1961–63)
- Intavolatura (1963) voor klavecimbel
- Variante A (1964) voor gemengd koor
- Concerto (1970) voor piano en 7 instrumenten
- Concerto (1975) voor piano, 24 instrumenten en carillons
- Clessidra (1976) voor chamber  voor
- L'orologio di Arcevla (1979) voor 13 artiesten
- Variazioni (1979) voor altviool
- Capriccio (1979–1980) voor viool en 24 instrumenten
- Dodici variazioni (1980) voor sologitaar
- Fantasia su roBErto FABbriCiAni (1980–81) voor fluit en band
- Es (1981) - toneelwerk
- Parafrasi (1981) 18-stemmige canon
- Adagio (1983) voor kwintet met geprepareerde piano
- Ouverture (1984) voor 12 fluiten
- Concerto (1986) voor piano en 14 instrumenten
- Fantasia (1987) voor 4 gitaren
- Tribute (1988) voor strijkkwartet
- Berceuse (1989)
- Romanza (1991) voor piano
- The Plaint (1992) voor vrouwelijke stem en 13 instrumenten
- Sonate Y. (2002) voor soloviool

- Bibsys: 3074447
- Bibliothèque nationale de France: cb135113461 (data)
- CiNii: DA12077330
- Gemeinsame Normdatei: 119149400
- International Standard Name Identifier: 0000 0001 1952 0645
- Library of Congress Control Number: n82010133
- MusicBrainz: 91e4ff8a-7bab-4c1a-83ed-56892df12cc5
- Nationale Bibliotheek van Tsjechië: xx0025318
- Nationale Bibliotheek van Israël: 987007449191305171
- Nationale Bibliotheek van Polen: a0000002379594
- Nederlandse Thesaurus van Auteursnamen: 073573671
- Istituto Centrale per il Catalogo Unico: CFIV077198
- Système universitaire de documentation: 08869013X
- Trove: 1503344
- Virtual International Authority File: 85458394
- WorldCat: E39PBJwRQYvy9bJ8yp6QPdKWXd